# Calabricito
Calabricito è una frazione compresa nei comuni italiani di Maddaloni e Acerra, tra la  provincia di Caserta e la città metropolitana di Napoli , in Campania.

## Geografia fisica
Sorge circa 3 km a sud del comune di Maddaloni, che ne amministra la maggior parte e a nord del comune di Acerra, in una posizione baricentrica tra i due comuni e la frazione di Cancello Scalo. Calabricito è percorsa dal fiume Riullo, e si trova in un'area prevalentemente pianeggiante e boschiva.

## Storia
Calabricito sorge sull'antica città inizialmente Osca, successivamente Etrusca, poi Romana di Suessula, distrutta dai saraceni. Conserva dal XIII secolo il bosco di Calabricito, che fu riserva di caccia di Ferdinando I, fino al 1830, conserva inoltre la casina settecentesca Spinelli, derivante dal cognome dei conti proprietari e la villa romana di Boscorotto.

## Infrastrutture e trasporti

### Strade
Calabricito è attraversata in gran parte dall'omonima via Calabricito e dalla via Cancello.